# Villalba de la Loma
Villalba de la Loma è un comune spagnolo di 47 abitanti situato nella comunità autonoma di Castiglia e León.